# Limnoria segnis
Limnoria segnis là một loài chân đều trong họ Limnoriidae. Loài này được Chilton miêu tả khoa học năm 1883.